# Molosmes
Molosmes é uma comuna francesa na região administrativa de Borgonha-Franco-Condado, no departamento de Yonne. Estende-se por uma área de 24,43 km². Em 2010 a comuna tinha 181 habitantes (densidade: 7,4 hab./km²).